# Большие Мотыкалы
Большие Мотыкалы (бел. Вялікія Матыкалы) — агрогородок в Брестском районе Брестской области Беларуси. Административный центр Мотыкальского сельсовета. Население — 2986 человек (2019).

## География
Агрогородок находится в 13 км к северо-западу от центра города Брест. В пяти километрах к юго-западу протекает река Западный Буг, по которой здесь проходит граница с Польшей. Вокруг поселения лежит сеть мелиоративных канав со стоком в Мотыкальский канал, а оттуда в Буг. Через Большие Мотыкалы проходит автодорога Р16 Брест — Высокое, от неё в агрогородке ответвляются местные дороги на Вельямовичи и Вистычи. В агрогородке есть ж/д станция Мотыкалы (линия Брест — Белосток).

## Этимология
Название происходит от слова «мотыга».

## История
Поселение известно с XVI века, было дворянским имением в Берестейском воеводстве Великого княжества Литовского. В середине XVI века принадлежало Бекишам, с 1597 года — собственность пана Ивана Мотыкальского, в 1672 году принадлежало Мартину Матусевичу, а в 1788 году — каштеляну брестскому Юзефу Щит-Немировичу. В 1788 году действовала почтовая станция на дороге между Брестом и Высоким.
После третьего раздела Речи Посполитой (1795 год) в составе Российской империи, административно принадлежало Гродненской губернии. В 1861 году в деревне произошли крестьянские волнения, в 1866 году имением владел род Владков. В 1867 году открыто народное училище, а двумя годами позже на средства правительства и жителей села была построена церковь (не сохранилась). В 1886 году действовала волостная управа, церковно-приходская школа, трактир; в имении Мотыкалы работали кирпичный завод и ветряная мельница. В 1886 году село насчитывало 214 жителей, в 1905 году — 368 жителей.
В Первую мировую войну с 1915 года оккупировано германскими войсками. Согласно Рижскому мирному договору (1921) Мотыкалы вошли в состав межвоенной Польши, где принадлежали Брестскому повету Полесского воеводства. В 1921 году насчитывали 32 двора и 181 жителя. С 1939 года в составе БССР.
В конце XX века в агрогородке построена новая православная Благовещенская церковь взамен утраченной исторической.